# Lanja
Lanja är en ort (census town) i Ratnagiridistriktet i den indiska delstaten Maharashtra. Folkmängden uppgick till 14 377 invånare vid folkräkningen 2011.